# Melitaea catapelioides
Melitaea catapelioides är en fjärilsart som beskrevs av Hermann Stauder 1918. Melitaea catapelioides ingår i släktet Melitaea och familjen praktfjärilar. Inga underarter finns listade i Catalogue of Life.